# Aromaticitat

Representació de l'estructura del benzè. A la dreta amb dobles enllaços alternats. A l'esquerra amb un cercle que indica la deslocalització dels electrons π

L'aromaticitat és el fenomen en virtut del qual certes substàncies orgàniques cícliques, la composició ponderal de les quals indica insaturació —tals com el benzè i els seus derivats—, tenen un conjunt de propietats especials característiques que les distingeixen de les substàncies alifàtiques o alicícliques i en particular de les olefines, amb les quals, a jutjar per la composició ponderal, haurien d'assemblar-se.
Les propietats que caracteritzen els composts orgànics que presenten aromaticitat són, essencialment:
- una estabilitat termodinàmica elevada, que les entalpies de combustió i d'hidrogenació posen de manifest;
- característiques espectrals peculiars, molt distintes de les de les olefines;
- en un camp magnètic, existència d'un corrent d'electrons en el cicle, detectable, per exemple, per ressonància magnètica nuclear;
- distàncies carboni-carboni intermèdies entre les d'un simple i d'un doble enllaç;
- escassa reactivitat química (per comparació amb les olefines) i en particular gran predomini de les reaccions de substitució respecte a les d'addició.

## Evolució històrica

El ciclooctatretraè no és aromàtic i, per tant, l'anell no resta en un pla

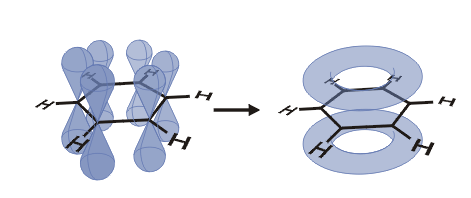
Orbitals π del benzè

L'aromaticitat o caràcter aromàtic fou atribuïda primerament a la presència d'un sistema tancat d'enllaços dobles conjugats, però la descoberta feta per Richard Willstätter, el 1911, que el ciclooctatetraè té propietats olefíniques normals i la impossibilitat de preparar el ciclobutadiè demostraren que aquesta tesi era inexacta. Robert Robinson el 1925 suggerí que l'aromaticitat anava lligada a la presència de 6 electrons π i predigué encertadament el caràcter aromàtic de l'anió ciclopentadienil.
Així i tot l'aromaticitat no trobà explicació teòrica fins que el físic alemany Erich Hückel aplicà el mètode dels orbitals moleculars el 1931. Hückel es dedicà a estudiar la situació general dels anells monocíclics coplanars on cada àtom de l'anell té un orbital p disponible com en el cas del benzè. Els seus càlculs indicaren que els anells coplanars que contenen (4n + 2) electrons π, on n = 0, 1, 2... tenen capes d'electrons tancades com el benzè i, per això, les seves energies de ressonància o deslocalització són altes. En altres paraules, els anells monocíclics coplanars amb 2, 6, 10, 14, 18 i 22 electrons deslocalitzats han de ser aromàtics. És l'anomenada regla de Hückel.

Naftalè
Antracè
Fenantrè

## Compostos heterocíclics
En el cas dels composts heterocíclics, l'aromaticitat de la piridina, del furan i del pirrole és coneguda des de fa molt de temps, però altres composts heterocíclics amb caràcter aromàtic, que contenen també 10 electrons π, tals com el borazolè i el dibenzotetraazapentalè, han estat preparats posteriorment. Correlativament a la noció d'aromaticitat hom ha introduït també les de pseudoaromaticitat i d'antiaromaticitat, la primera aplicada als composts cíclics amb enllaços dobles conjugats que no manifesten estabilització, i la segona a aquells en els quals hi ha desestabilització, és a dir, energia de ressonància negativa.